# Львов, Дмитрий Михайлович
Дмитрий Михайлович Львов (1793—1842) — русский военный и чиновник. Имел чин полковника, затем — действительного статского советника, был пожалован придворным званием камергера. Участник Отечественной войны 1812 года и заграничного похода русской армии. Автор устава и попечитель Дворцового архитектурного училища. Сын М. Л. Львова

## Биография
Родился в 1793 году в дворянской семье Калужской губернии. Отец — генерал-майор Михаил Лаврентьевич Львов, мать — Анна Егоровна, урождённая Замятина.
В 1807 году поступил на службу в Калужское ополчение. В следующем году получил свой первый гражданский чин коллежского регистратора. В 1810 году определён юнкером в Кавалергардский полк, в следующем году произведён в эстандарт-юнкеры. В 1812 году получил чин корнета и принял участие в Отечественной войне. Участвовал в Бородинском сражении, сражении под Кульмом и при Фер-Шампенуазе. После Бородинского сражения был приставлен адъютантом к Н. И. Депрерадовичу. С 1813 года — поручик. В 1817 году был произведён в штабс-ротмистры и в том же году назначен дивизионным адъютантом 1-й кирасирской дивизии. В 1818 году получил чин ротмистра, а в 1823 году — полковника.

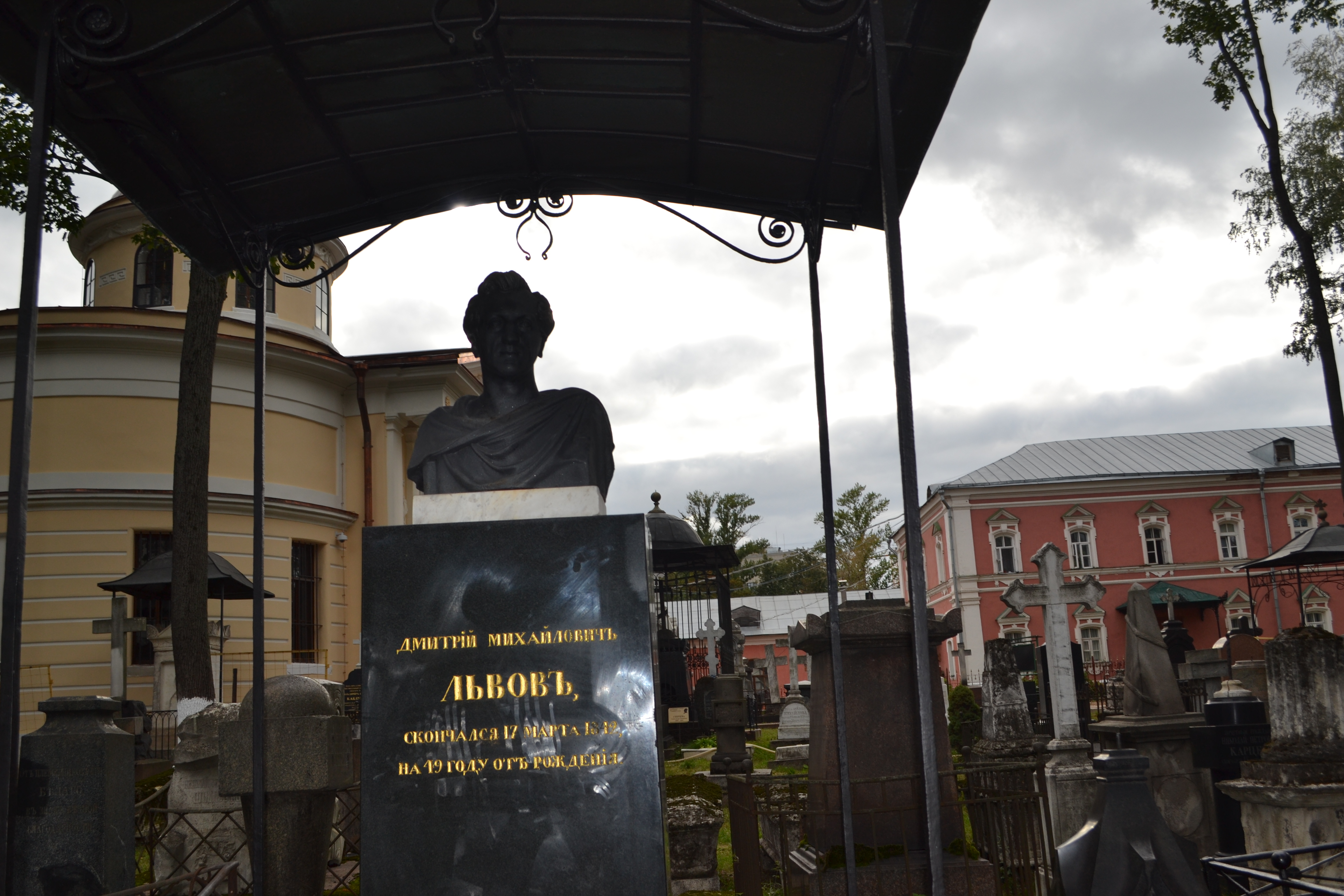
Могила Дмитрия Михайловича

В 1824 году назначен присутствующим в Экспедицию кремлёвского строения, пожалован придворным званием камергера. В 1828 году произведён в статские советники. 7 ноября 1831 года он был произведен в действительные статские советники, в 1833 году назначен присутствующим в строительном комитете при Московском университете, участвовал в работе комитета до 1838 года. К 1835 году стал попечителем Московского дворцового архитектурного училища и в том же году был членом выставочного комитета московской выставки русских мануфактурных изделий. В 1837 году Львов был назначен «членом по искусственной части» комиссии для постройки храма Христа Спасителя.
Не был женат. Владел крестьянами в Калужской и Орловской губернии. Совместно с сестрой имел каменный дом в Москве. Умер 17 марта 1842 года, похоронен на кладбище московского Донского монастыря.

## Награды
- За Бородинское сражение награждён орденом Святой Анны 4-й степени.
- За сражение под Кульмом — орденом Святого Владимира 4-й степени с бантом.
- За сражение при Фер-Шампенуазе — орден Святой Анны 2-й степени, прусский орден «Pour le Mérite» и баварский орден Максимилиана.
- Императорская корона к ордену Святой Анны 2-й степени (1830 год).
- Орден Святого Станислава 1-й степени (1834 год).
- Орден Святой Анны 1-й степени (1836 год).
- Императорская корона к ордену Святой Анны 1-й степени (1837 год).
- Орден Святого Владимира 2-й степени (1839 год).